# 믹막: 티르라리고 사람들
《믹막: 티르라리고 사람들》(프랑스어: MicMacs à tire-larigot)은 프랑스에서 제작된 장피에르 죄네 감독의 2009년 코미디, 범죄 영화이다. 다니 분 등이 주연으로 출연하였고 프레데리크 브릴리옹 등이 제작에 참여하였다.

## 출연

### 주연
- 다니 분
- 앙드레 뒤솔리에

### 조연
- 니콜라 마리에
- 쥘리 페리에
- 도미니크 피뇽
- 장피에르 마리엘
- 욜랑드 모로
- 아가트 나탕송
- 미셸 크레마데스
- 오마르 시
- 마리쥘리 보프

- 위르뱅 캉셀리에
- 파트리크 파루
- 장피에르 베케르
- 두두 마스타
- 에리크 나가르
- 아르센 모스카
- 토니 고티에
- 피에르 에텍스
- 쥘리에트 아르마네

## 제작진
- 미술: 알린 보네토
- 의상: 마들린 퐁텐
- 배역: 피에르자크 베니슈
- 배역: 발레리 에스파뉴